# Nikolai Txerkàssov
Nikolai Konstantínovitx Txerkàssov, rus: Никола́й Константи́нович Черка́сов; Sant Petersburg, 27 de juliol de 1903 – Leningrad, 14 de setembre de 1966) va ser un actor de teatre i cinema soviètic, honorat amb el títol d'Artista del Poble de l'URSS.

## Carrera
Des de 1919 va treballar com a actor de mim al Teatre Mariïnski de Petrograd, així com al Teatre Bolxoi. Després de graduar-se a l'Institut d'Arts Escèniques el 1926, començà a treballar al Teatre d'Espectadors Joves de Leningrad.
Txerkàssov va ser un dels actors preferits de Stalin; interpretant els papers protagonistes a les pel·lícules monumentals de Sergei Eisenstein  Alexandr Nevski i Ivan el Terrible I i  Ivan el Terrible II, rebent el Premi Stalin pel seu treball a la primera. També interpretà a Jacques Paganel en la memorable adaptació de la novel·la Els fills del Capità Grant, de Jules Verne. A la comèdia de 1947 Primavera, Txerkàssov aparegué amb altres icones del cinema estalinista, Liubov Orlova i Faina Ranevskaia. Pel paper d'Alexandr Stepànovitx Popov a la pel·lícula Alexandr Popov (1951) tornà a rebre el Premi Stalin. El 1957 interpretà a Don Quixot a l'adaptació que Grigori Kozintsev realitzà d'aquesta novel·la.
El 1947 va rebre el títol d'Artista del Poble de l'URSS. El 1951 va escriure les seves memòries, Notes d'un actor soviètic. Va morir el 1966, sent enterrat al Cementiri dels Mestres del monestir d'Alexandre Nevski de Sant Petersburg.
Com a curiositat, citar que com que no hi ha retrats d'Alexandre Nevski, es va emprar la imatge de Nikolai Txerkàssov, tal com apareixia a la pel·lícula homònima pel medalló de l'Orde d'Alexandre Nevski quan aquesta es va instituir el 1942.

## Filmografia
| Any  | Film                                        | Paper                      | Notes                |
| ---- | ------------------------------------------- | -------------------------- | -------------------- |
| 1936 | Xicotes                                     | Oficial de l'Exèrcit Blanc |                      |
| 1938 | Amics                                       | Beta, l'Ossesi             |                      |
| 1938 | Alexandr Nevski                             | Alexandre Nevski           | Rebé el Premi Stalin |
| 1939 | Lenin al 1918                               | Maxim Gorki                |                      |
| 1944 | Ivan el Terrible I (part I)                 | Ivan el Terrible           |                      |
| 1945 | Ivan el Terrible I (part II)                | Ivan el Terrible           |                      |
| 1946 | Ivan el Terrible III la conjura dels boiars | Ivan el Terrible           |                      |
| 1947 | Pirogov                                     |                            |                      |
| 1949 | Alexander Popov                             | Alexander Popov            | Rebé el Premi Stalin |
| 1957 | Don Quixot                                  | Don Quixot                 |                      |

## Activitats públiques i de govern
- Adjunt del Soviet Suprem de la RSFS de Rússia
- Adjunt del Soviet Suprem de l'URSS (1950-1958)
- President de la sucursal a Leningrad del Sindicat del Teatre de la Federació de Rússia (OMC) (des de 1948)
- Membre del Comitè Soviètic per a la Pau (des de 1949)

## Condecoracions i Premis
| Any  | Títol                                                                               | Notes |
| ---- | ----------------------------------------------------------------------------------- | --- |
| 1964 | Premi Lenin                                                                         | |
| 1964 | Premi al Millor Actor en el Festival de Cinema de la Unió                           | Per la seva participació en la pel·lícula Totes les restes a la gent                                        |
| 1964 | Orde de Lenin                                                                       | Per la seva participació en la pel·lícula Totes les persones que van quedar                                 |
| 1963 | Orde de la Bandera Roja del Treball                                                 | Per la seva participació en el desenvolupament de les arts i el teatre, i en relació al seu 60è aniversari. |
| 1958 | Premis al Millor Actor en el Festival Internacional de Cinema en Stratford          | Per la seva participació en la pel·lícula Don Quixot                                                        |
| 1958 | Premi al Millor Actor en el Festival Internacional de Cinema del Canadà (Vancouver) | Per la seva participació en la pel·lícula Don Quixot                                                        |
| 1951 | Premi Stalin                                                                        | Per la seva participació en la pel·lícula Alexander Popov                                                   |
| 1951 | Premi Stalin                                                                        | Per la seva participació en la pel·lícula Mussorgski!                                                       |
| 1950 | Orde de Lenin                                                                       | Durant les celebracions del 30è aniversari del cinema soviètic                                              |
| 1950 | Premi Stalin                                                                        | Per la seva participació en la pel·lícula Bon voyage!                                                       |
| 1947 | Artista del Poble de l'URSS                                                         | |
| 1946 | Premi Stalin                                                                        | Per la seva participació en la pel·lícula Ivan el terrible I                                                |
| 1941 | Premi Stalin                                                                        | Per la seva participació en la pel·lícula Alexandr Nevski                                                   |
| 1939 | Artista del Poble de la RSFS de Rússia                                              | |
| 1939 | Orde de Lenin                                                                       | Per la seva participació en les pel·lícules Pere el Gran, Alexandr Nevski i Lenin al 1918                   |
| 1938 | Orde de la Bandera Roja del Treball                                                 | Per la seva participació en la pel·lícula Pere el Gran                                                      |
| 1937 | Artista de Rússia                                                                   | |